# طواف سويسرا 1993
طواف سويسرا 1993 (بالإنجليزية: 1993 Tour de Suisse)‏  هو سباق دراجات هوائية، وهو الموسم رقم 57 من السباق، وأقيم خلال الفترة 15 يونيو 1993، وحتى 24 يونيو 1993، وهو من نوع سباق المرحلة.
فاز فيه بالمركز الأول ماركو ساليجاري، وبالمركز الثاني رولف جارمان، وبالمركز الثالث فرناندو إسكارتن، والفائز في ترتيب التسلق  Zenon Jaskuła ‏، والفائز حسب ترتيب النقاط بافل تونكوف.

## الفائزون
| الترتيب    | الفائز          |
| ---------- | --------------- |
| الفائز     | ماركو ساليجاري  |
| الثاني     | رولف جارمان     |
| الثالث     | فرناندو إسكارتن |
| حسب النقاط | Zenon Jaskuła ‏  |
| تسلق الجبل | بافل تونكوف     |